# ザ・モール春日井
ザ・モール春日井（ザ・モールかすがい、THE MALL 春日井）は、かつて愛知県春日井市六軒屋町字東丘22にあった、西友のコミュニティ型ショッピングセンターである。2019年（平成31年）2月20日、LIVINがあったPART1（本館）は閉店してイーアス春日井が開業したため、核店舗のないザ・モール春日井PART2のみが残されていたが、2022年に「アクロスプラザ春日井」に改称された。

## 概要

### 西武春日井ショッピングセンターとして開業
1977年（昭和52年）6月に、西友ストアーの中京地区における最初の店舗として、「春日井西武」を核店舗とした当時としては珍しい郊外型SC「西武春日井ショッピングセンター」として開業した。
当初は、SC開発会社が建物を建設し、百貨店、量販店、専門店にテナントとして出店を求め、西友ストアーや名鉄百貨店などを想定した百貨店のテナントなどからの協力金・敷金で、建設資金を圧縮する計画となっていた。しかし、商調協の結審で営業面積の上限が約15,500㎡に抑えられたため、自社開発方式に改められ、約15,500㎡という制約があるため、百貨店と西友ストアーを並立させることは困難であることから、百貨店機能と量販店機能を持った店舗の建設という方針が固められた。こうして、1976年（昭和51年）9月に西武春日井SCは同時期に開業する西武津田沼SC（西友ストアーとパルコが同居）とともに、西友大型店営業本部所管とされ、西武百貨店の指導を受けることが決定されている。
開業したSCは、59,710㎡の敷地に地下1階、地上3階、延床面積25,608㎡の建物からなり、売場面積は14,798㎡。建物は圓堂政嘉の設計で、総合ディレクターに田中一光、照明は石井幹子、外構は仙田満、内装は峰寛というメンバーでシンメトリカルな設計が行われた。建物の周囲は、1,500台収容可能な広大な駐車場に囲まれ、敷地の周辺は、市木であるけやきや市花の桜など3万本のグリーンベルトで囲まれたが、これは市の環境問題対策、人々にいこいの場の提供、防風林といった3つの役目があった。
初年度の売上目標は62億円であったが、実績はその1.5倍に達し、1978年（昭和53年）度以降、売上高は数年にわたって連続前年比2ケタ増という、伸びを示した。
フロア構成
中京地区の全需要に対応するように、百貨店、量販店、専門店の3機能をミックス、加えて、コミュニティセンターとしての機能も備えられ、地元に密着するという観点からテナント（42店）の過半を春日井、名古屋から募集し、かつ仕入先の30%を地元に求めた。
地下1階は「味の街 食品 ボンマートフロア」食料品だけではなく、日常生活で必要とする基礎商品群を、可能な限り取り揃えた。また日用品をより安く提供し、買い回り品の要素も加味して"ボンマート"を導入した。
1階は「婦人のおしゃれフロア」高感度レベルの地元及び東西のブティックが並ぶ専門店ゾーンと、百貨店機能を発揮するゾーンから構成された。
2階は「紳士 子供 趣味のフロア」立地背景からベビー関連に力を入れ、毎週土曜日にはベビー相談室を開くなどした。また春日井市はサークル活動が盛んであることから、市民の文化性を高め、人々とのコミュニケーションを図るために、市民の作品を発表する場として「市民ギャラリー」なども設けた。
3階は「家庭用品 呉服 特催場 レストランフロア」夜8時まで営業するレストランフロアは、日曜・祭日には家族連れで満杯となるほどで、予想以上に好調に推移した。

### ザ・モール春日井に改装
1992年（平成4年）6月5日、開店以来15年ぶりに増床のうえ全面リニューアルし、「ザ・モール春日井」となった。西友の創業30周年事業のひとつであり、「街づくり」という同社の開発コンセプトを集大成し、多様な機能を集積した。増床は春日井西武の東側に新たにビルを建て、両館をつないだ。これにより、売場面積は26,356㎡となり、このうち核店舗の春日井西武の売場面積は16,079㎡。2館をつなぐアトリウム部分には、縦12.5m、横23mの日本最大級というステンドグラスを設置。駐車場も2,500台に増やしたのに加え、敷地内の道路をすべて一方通行とし、今まで以上に車の出入りをしやすくした。
フロア構成
館内は百貨店、ファッション専門店街、レストラン街、アミューズメントの4つのゾーンから構成された。
百貨店は、婦人服、特にカジュアル衣料とバックの充実に力を入れ、地下1階、地上3階の4フロアのうち、2、3階のほとんどが婦人もので独占された。反対に、紳士服、家電、家具は、立地の性格上沿線にこれらのロードサイド専門店が多くひしめき、競合も厳しいため、あえて拡充しなかったという。また地下1階には、食料品のほかリビング、ダイニング用品売場を配した。
専門店街は、和洋中のレストランやブティックを中心に76店舗で構成。こちらも百貨店同様、婦人服が主役だった。
アミューズメント施設は3階におよそ1,000㎡を割き、「アミュージアム」として展開。このほか、屋外にもファーストフードやクリーニング、リベア、銀行、宝くじ売り場、157台収容のドライブインシアターなどを備えた。

### 隣接して西友楽市春日井がオープン
2000年（平成12年）12月、核店舗の春日井西武は「リヴィン春日井店」に改称し、12月14日、ザ・モール春日井に隣接して3棟からなる「西友楽市春日井」（のちのザ・モール春日井 Part2）がオープンした。西友楽市春日井には、西友春日井店（スーパーマーケット）を核店舗に6つの専門店が軒を連ねた（西友春日井店は後に撤退）。

### 閉店
西友は、2019年（平成31年）2月20日を以って「建物の老朽化など、近代的なスーパーを求める客のニーズに合わなくなった。」を理由に、「ザ・モール春日井Part1」を閉店し、土地・建物を大和ハウス工業に売却した。大和ハウスでは、Part1跡地に大型商業施設「イーアス春日井」を2021年（令和3年）10月22日にオープンさせ、西友は核店舗として「西友イーアス春日井店」を1階西側に出店。イーアス春日井の正面には、Part1に設置されていたステンドグラスがトリミングのうえで再現された。
一方、残ったPART2も2022年（令和4年）、大和ハウスリアルティマネジメントに運営管理が変更され、同時に施設名も「アクロスプラザ春日井」に改められた。これをもってザ・モール春日井は、「西武春日井ショッピングセンター」時代から続いた45年の歴史に幕を閉じた。尚、店名改称の告知については何も無かった。

## 交通手段
- かすがいシティバス：東環状線（右回り・左回り）「東野口」停留所下車、徒歩で約5分。
- 名鉄バス：春日井線・大池住宅前線・桃花園線「東野口」停留所下車、徒歩で約5分。

## 周辺
- JR中央本線 春日井駅
- 国道19号（春日井バイパス）
- 東名高速道路 春日井インターチェンジ
- 落合公園